# 蝰魚屬
蝰魚屬是巨口魚科下的一個深海魚屬，其下生物有細長的針狀牙，和有關節的下頜，長度可到30—60（12—24英寸）。 它們生活在250—5,000英尺（76—1,524）深的海下，是一種兇猛的掠食性魚，通過其背鰭末端的發光器來吸引獵物。
蝰魚的顏色有綠、銀、黑等許多種，其頭部后第一根脊椎可以吸收獵物掙扎時產生的衝擊。野外的蝰魚可以生存30至40年，但是被捕捉到的很少能活過數個小時。一些海豚和鯊魚會捕食這種生物。

## 種
該屬下現有9個種： 
- Chauliodus barbatus Garman, 1899
- Chauliodus danae Regan & Trewavas, 1929
- Chauliodus dentatus Garman, 1899
- Chauliodus macouni T. H. Bean, 1890
- Chauliodus minimus Parin & Novikova, 1974
- Chauliodus pammelas Alcock, 1892
- Chauliodus schmidti Ege, 1948
- Chauliodus sloani Bloch & J. G. Schneider, 1801
- Chauliodus vasnetzovi Novikova, 1972

## 外部連結
- Viperfish facts （页面存档备份，存于）